# Tecniche Perfette
Il Tecniche Perfette nato nel giugno del 2003 è una manifestazione legata all'hip hop italiano, ed in particolar modo al freestyle.
L'intento dichiarato della manifestazione, ideata da DJ Double S aka Mais Appeal e Mastafive, esponenti di spicco della scena piemontese, è promuovere la cultura hip hop evitando strumentalizzazioni mediatiche. Tecniche Perfette prende il nome da una canzone dei Gatekeepaz, collettivo torinese, ed è riconosciuto ufficialmente come il torneo nazionale che punta sull'abilità dei concorrenti nell'arte della rima libera.

## Lebattles
Le battles (battaglie) sono le gare di freestyle che per la competizione Tecniche Perfette si svolgono con la seguente modalità: "Roulette Russa", 30 secondi di presentazione degli MC e scrematura a 16 partecipanti; "'Round 2 KO'", 1 minuto per ogni MC in una sfida 1 contro 1; "Giro della morte", in cui i due MC finalisti si sfidano sui quattro quarti finché uno dei due non cede o vengono fermati.
Dal 2003 Tecniche Perfette hanno visto crescere l'affluenza sia di pubblico che di partecipanti, spesso giovanissimi. Vengono svolte gare eliminatorie in ogni regione d'Italia dove i vincitori conquistano il diritto di sfidarsi per il titolo nella finalissima nazionale. Non è possibile, per questioni organizzative e di tempo, avere una semifinale in ogni regione d'Italia, che vengono fatte solo dove vi è più richiesta e dove è possibile trovare location adeguate a tali eventi.

### Roulette russa
Inizialmente i concorrenti, non più di 34 per battle, si esibiscono in un giro di presentazione della durata di 30 secondi chiamato "Roulette Russa" per raggiungere il numero di 16 partecipanti. Questo è fondamentale dal punto di vista organizzativo perché permette di avere una griglia di sfide organizzata e senza ripescaggi (che più volte hanno scatenato diatribe nelle finalissime) ed inoltre dà la possibilità agli MCs di scaldare il microfono presentandosi. Vengono valutati la classe, l'esposizione, la varietà delle soluzioni e dell'originalità e il saper usare il microfono. Non è sfida in fase di selezione, quindi se l'MC partecipante sale per offendere qualcuno, religioni o fazioni politiche viene eliminato.
Fu inventata da Rido MC dei C.D.B. (Cricca Dei Balordi) e membro del collettivo Sano Business per poter far esibire e valutare tutti gli MC che si erano iscritti allo Show Off del 2005 al Rolling Stone di Milano. Poi fu adottata per le seguenti edizioni come prassi di selezione, visto l'alto numero di iscritti.

### Secondo round KO
I concorrenti prendono parte a sfide dirette 1 contro 1, mentre il DJ suona le basi strumentali sulle quali il concorrente MC improvvisa le proprie liriche entro il minuto di tempo a disposizione. Il pubblico è il giudice, ma, qualora la presenza del pubblico è dovuta maggiormente per uno dei concorrenti in gara, una giuria validerà la votazione effettuata in base ai seguenti criteri:
- Valutazione della capacità espressiva
- Prestazione sul palco ed intrattenimento del pubblico
- Proprietà di linguaggio e conoscenza dei vocaboli
- Abilità metrica
- Freschezza e innovazione
- Eliminazione diretta del partecipante in caso di propaganda politica, offesa a qualsiasi tipo di religione, evidente esposizione di testi noti di altri artisti.

Nel caso sia impossibile decidere il vincitore, il giudice può far proseguire gli sfidanti in un'ulteriore giro di freestyle fornendo un argomento scelto dal pubblico o dalla lista di 50 argomenti di Tecniche Perfette.
Nasce dal pezzo di Canibus "Second Round K.O.", pezzo nel quale l'artista dichiara che con le sue liriche da battaglia al secondo round sei K.O. (prendendo spunto dal modus operandi di Tyson negli anni migliori dei suoi incontri di boxe). Sovente viene utilizzata la strumentale del suddetto pezzo.

### Giro della morte
Il giro della morte è la parte finale di Tecniche Perfette, sia delle eliminatorie che della finalissima. I due MCs finalisti si sfidano, quattro quarti a testa, finché uno dei due non si arrende, finché i due finalisti non cominciano a ripetersi e perdono colpi dando evidenti segnali di repertorio esaurito o finché non interviene il giudice di gara a fermarli. Il giro della morte può prolungarsi per molto tempo rendendo la sfida avvincente per il pubblico e stimolante per gli MCs, che tuttavia devono mantenere alto il livello. Questa prova finale testa la resistenza degli artisti poiché li mette sotto pressione continua e facilmente esaurisce tutte le scorte liriche e fisiche dei partecipanti.
Il Giro della morte si evolve dal concetto di Cypha, il cerchio, quello che hanno esportato gruppi come Freestyle Fellowship, Hieroglyphics e Souls of Mischief attraverso i filmati dei primi anni 90 contagiando anche l'Italia. Il giro della morte veniva fatto ogni sera dai Gatekeepaz ed era considerato l'allenamento definitivo, proprio per le sue qualità "estreme". Questo è quello che univa ed unisce gli MC nelle piazze, nei parcheggi, fuori e dentro i locali dimostrando che concetti come "il cerchio" non hanno lingua, religione, colore ed età.

## Vincitori
| Edizione | Anno | Primo Posto   | Primo Posto   | Secondo Posto |
| -------- | ---- | ------------- | ------------- | ------------- |
| I        | 2003 | Mondo Marcio  | Ensi          | /             |
| II       | 2004 | Clementino    | Clementino    | Rayden        |
| III      | 2005 | Giankarlo Ira | Giankarlo Ira | Ares Adami    |
| IV       | 2006 | July B        | July B        | Don Diegoh    |
| V        | 2007 | Emis Killa    | Emis Killa    | Kenzie Kenzei |
| VI       | 2008 | Noema         | Noema         | Moreno        |
| VII      | 2009 | Canesecco     | Canesecco     | Moreno        |
| VIII     | 2010 | Kenzie Kenzei | Kenzie Kenzei | Dari MC       |
| IX       | 2011 | Moreno        | Moreno        | Flam Boy      |
| X        | 2012 | Fatt MC       | Fatt MC       | Morbo TDS     |
| XI       | 2013 | Lethal V      | Lethal V      | Diskarex      |
| XII      | 2015 | Morbo TDS     | Morbo TDS     | Reiven        |
| XIII     | 2016 | Reiven        | Reiven        | Mouri         |
| XIV      | 2017 | Shekkero Sho  | Shekkero Sho  | Il Dottore    |
| XV       | 2018 | Blnkay        | Blnkay        | Frenk         |
| XVI      | 2019 | Frenk         | Frenk         | Hydra         |
| XVII     | 2022 | Kyn           | Kyn           | Gabs          |
| XVIII    | 2023 | Higher        | Higher        | True Skill    |
| XIX      | 2024 | Redrum        | Redrum        | Resto         |
| XX       | 2025 | ?             | ?             | ?             |

## Edizione Campania
| Edizione | Anno | Primo Posto | Secondo Posto |
| -------- | ---- | ----------- | ------------- |
| Campania | 2015 | Maik Brain  | Ivanò         |

## Edizioni

### I - 2003
La finale della prima edizione di Tecniche Perfette svoltasi a Moncalieri finì in parità poiché, per l'abilità di entrambi i concorrenti nel comporre rime, il pubblico non emise un voto unanime. In seguito uno spareggio si svolse al "Pink Village" di Vinovo, dove risultò vincitore l'MC Mondo Marcio, mentre a Milano vinse Ensi. La sfida non vide mai un vincitore, quindi venne decretata la vittoria di entrambi finendo così a pari merito. Vennero successivamente organizzate altre sfide tra i 2 MCs, ma nessuna di esse valeva il titolo di campione, memorabile una sfida vinta da Mondo Marcio a Vigevano. I partecipanti furono:
- Mondo Marcio (Lombardia)
- Ensi (Piemonte)
- Principe (Piemonte)
- Kiffa (Piemonte)
- Dank (Emilia-Romagna)
- Nema (Emilia-Romagna)
- Shogun (Puglia)
- Taiotoshi (Puglia)
- Mistaman (Veneto)

Le varie finali vennero presentate da DJ WalteriX e Mastafive con ai piatti DJ Lil Cut aka Taglierino.

### II - 2004
La finale della seconda edizione di Tecniche Perfette si svolse al "Patchanka" di Chieri il 26 giugno 2004 e fu presentata da Rido MC e Mastafive con DJ Double S aka Mais Appeal ai piatti. I partecipanti di questa edizione furono 10, i quali:
- Bat One e Asher Kuno (Lombardia a pari merito)
- Rayden e Malva (Piemonte a pari merito)
- Clementino (Campania)
- Jesto (Lazio)
- Ares Adami (Trentino-Alto Adige/Veneto)
- Tesuan (Emilia-Romagna)
- Zeta Tilt (Liguria)
- Villano (Puglia)

| Ottavi      | Quarti      | Semifinali | Finale     |
| ----------- | ----------- | ---------- | ---------- |
| Clementino  |             |            |            |
| Bat One     | Clementino* |            |            |
| Rayden      | Rayden      | Rayden     |            |
| Zeta Tilt   |             | Malva      |            |
| Tesuan      | Tesuan      |            | Rayden     |
| Ares Adami  | Malva       |            | Clementino |
| Malva       |             | Clementino |            |
| Asher Kuno* | Asher Kuno  | Asher Kuno |            |
| Jesto       | Jesto       |            |            |
| Villano     |             |            |            |

L'MC partenopeo Clementino, ripescato, vince sorprendentemente in finale contro il torinese Rayden dei OneMic nonostante sia stato proprio quest'ultimo ad eliminarlo nei turni precedenti, scatenando così qualche polemica.

### III - 2005
La finale della terza edizione di Tecniche Perfette si svolse al "Jam Club" di Torino il 7 dicembre 2005 e venne presentata da Rido MC e Mastafive con DJ Double S aka Mais Appeal ai piatti. Ci fu la partecipazione straordinaria di Clementino, Ensi e Mistaman in giuria e dei Gatekeepaz come ospiti. Per il titolo parteciparono molti MCs provenienti da tutta Italia, i quali:
- Duscian e Rows (Liguria a pari merito)
- Mr. Moka (Umbria)
- Amon (Campania)
- Don Gocò (Lazio)
- Shade (Piemonte)
- Hari (Valle d'Aosta)
- Karma (Veneto)
- Claver Gold e Sbabaman (Marche a pari merito)
- Dima (Molise)
- Ares Adami (Trentino-Alto Adige)
- Nema e Body (Emilia-Romagna a pari merito)
- Piuma (Lombardia)
- Giankarlo Ira (Sicilia)
- Granu (MC della Toscana, preso dal 2theBeat Deathmatch e scelto per rappresentare la sua regione a causa della mancata riuscita dell'organizzazione della semifinale regionale)

Jesto non fu presente alla finale nonostante si fosse qualificato nella prima tappa regionale per il Lazio.
Il vincitore è risultato il catanese Giankarlo Ira che ha vinto in finale contro il trentino Ares Adami. Tra i premi l'opportunità di registrare un disco e farsi conoscere meglio nell'ambito musicale.

### IV - 2006
La finale della quarta edizione di Tecniche Perfette si è svolta a Torino, al "Karma Club" il 7 dicembre 2006. A presentare ci fu Mastafive con ai piatti DJ Double S aka Mais Appeal, mentre la giuria fu composta da: Ensi, Clementino, Ira e Deal the Dihlyo, membro dei Gatekeepaz. All'edizione, che ha visto un crescente interesse, si sono iscritti più di cento aspiranti al titolo. I partecipanti furono:
- MadMan (Puglia)
- Morfa (Sardegna)
- Karma (Veneto)
- Ares Adami (Trentino-Alto Adige)
- Dank (Emilia-Romagna)
- July B (Liguria)
- Johnny Marsiglia (Sicilia)
- Kenzie Kenzei (Marche)
- Albe Ok (Toscana)
- Don Diegoh (Lazio)
- Nose (Piemonte)
- Genesi (ripescato Campania)

Vama e Oyoshe non sono stati presenti alla finale, nonostante vincitori delle regionali rispettivamente in Molise e Campania. Oyoshe venne sostituito da Genesi, suo avversario al giro della morte regionale in Campania.
La finale è stata vinta dall'MC July B di Cuneo in finale contro il calabrese Don Diegoh.

### V - 2007
La finale della quinta edizione di Tecniche Perfette si è svolta il 26 gennaio 2008 presso il "Club Maffia" di Reggio Emilia. Ai piatti, come da tradizione vi era DJ Double S aka Mais Appeal e presentava Mastafive. In giuria erano presenti i vincitori delle precedenti edizioni: Ensi, Clementino, Ira e July B. I 16 finalisti sono stati:
- Freezer (Puglia)
- Fedez (Piemonte)
- Oyoshe (Campania)
- Gelo (Calabria)
- Noema (Sicilia)
- Claver Gold (Marche)
- Moreno (Liguria)
- Don Diegoh (Toscana)
- Emis Killa (Lombardia)
- Dank (Emilia-Romagna)
- Santiegaz (Trentino-Alto Adige)
- Canesecco (Lazio)
- Endi (Friuli Venezia Giulia)
- Kenzie Kenzei (Molise)
- Rancore e Jimmy (ripescati)

Tavo e Azot One non sono stati presenti tra i finalisti nonostante vincitori rispettivamente delle regionali in Sardegna e Veneto.
| Ottavi        | Quarti        | Semifinali    | Finale        |
| ------------- | ------------- | ------------- | ------------- |
| Freezer       |               |               |               |
| Noema         | Noema         |               |               |
| Moreno        | Moreno        |               |               |
| Canesecco     |               | Noema         |               |
| Endi          |               | Emis Killa    |               |
| Claver Gold   | Endi          |               |               |
| Emis Killa    | Emis Killa    |               |               |
| Gelo          |               |               | Emis Killa    |
| Rancore       |               |               | Kenzie Kenzei |
| Santiegaz     | Rancore       |               |               |
| Kenzie Kenzei | Kenzie Kenzei |               |               |
| Jimmy         |               | Kenzie Kenzei |               |
| Don Diegoh    |               | Dank          |               |
| Oyoshe        | Don Diegoh    |               |               |
| Dank          | Dank          |               |               |
| Fedez         |               |               |               |

Il vincitore è stato il lombardo Emis Killa che ha battuto nella finalissima il marchigiano Kenzie Kenzei.

### VI - 2008
La finale della sesta edizione di Tecniche Perfette si è svolta il 23 gennaio 2009 a Roma al "Rising Love". Insieme al solito Mastafive, come presentatore d'eccezione vi fu Hyst con ai piatti DJ Double S aka Mais Appeal, mentre in giuria erano presenti i vincitori delle edizioni precedenti: Ensi, Clementino, Ira, July B ed Emis Killa. I 17 finalisti furono:
- Deesa e Sbabaman (Marche a pari merito)
- Agon (Piemonte)
- Rancore (Puglia)
- Tachi (Trentino-Alto Adige)
- Beks (Sardegna)
- DJ Tubet (Friuli Venezia Giulia)
- Moreno (Liguria)
- Canesecco (Lazio)
- Shoki (Calabria)
- Piuma (Lombardia)
- Noema (Sicilia)
- Black M (Toscana)
- Dank (Emilia-Romagna)
- Buzz (Veneto)
- Oyoshe (ripescato Campania)
- Freezer (ripescato Puglia)

| Preliminari | Ottavi    | Quarti   | Semifinali | Finale |
| ----------- | --------- | -------- | ---------- | ------ |
|             | Deesa     |          |            |        |
|             | Agon      | Deesa    |            |        |
|             | Rancore   | Rancore  |            |        |
|             | Tachi     |          | Rancore    |        |
|             | Beks      |          | Moreno     |        |
|             | DJ Tubet  | Beks     |            |        |
|             | Moreno    | Moreno   |            |        |
|             | Canesecco |          |            | Noema  |
|             | Shoki     |          |            | Moreno |
|             | Piuma     | Piuma    |            |        |
|             | Noema     | Noema    |            |        |
|             | Black M   |          | Noema      |        |
|             | Dank      |          | Dank       |        |
|             | Buzz      | Dank     |            |        |
| Oyoshe      | Sbabaman  | Sbabaman |            |        |
| Freezer     | Freezer   |          |            |        |

Durante la serata ci fu qualche attrito dovuto al fatto che Freezer, MC ripescato dalla scorsa edizione per rappresentare la Puglia dato che il vincitore della tappa regionale in questione fu il romano Rancore in trasferta, fece una rima poco gradita dal rapper membro dei Truceboys Cole, il quale era presente nel pubblico e reagì in modo poco ortodosso a certe affermazioni. Fortunatamente tali avvenimenti non impedirono il normale svolgimento della serata, nonostante lo shock generale.
Il vincitore è stato il siciliano Noema in finale contro il genovese Moreno. Noema si era già distinto nell'edizione dell'anno precedente a Reggio Emilia nelle battle contro lo stesso Moreno ed Emis Killa.

### VII - 2009
La finale della settima edizione di Tecniche Perfette si è svolta il 13 marzo 2010 al "Palazzo Granaio" a Milano. Insieme a Mastafive, come presentatore d'eccezione vi fu Rido MC con ai piatti il solito DJ Double S aka Mais Appeal, mentre in giuria vi erano i campioni delle edizioni precedenti, tra cui Ensi, Clementino, Ira, July B, Emis Killa e Noema. I partecipanti furono:
- Dima (Abruzzo)
- Nose (Piemonte)
- Moreno (Toscana)
- Skarraphone (Campania)
- Dala Pai Pai (Liguria)
- Nitro (Veneto)
- Canesecco (Lazio prima tappa)
- L'Elfo (Sicilia)
- Tachi (Trentino-Alto Adige)
- Mr. Cioni (Lazio seconda tappa)
- Marshall (Lombardia)
- Zazza (Puglia)
- Dank (ripescato Emilia-Romagna)

Morbo TDS, vincitore delle regionali nelle Marche, non è stato presente alla finale.
Il vincitore, a sorpresa, è stato il rapper romano Canesecco che ha battuto il genovese Moreno, alla seconda finale persa, il quale ha reagito in maniera aggressiva alla notizia del secondo posto. I due MCs arrivati in finale si erano già affrontati per due volte consecutive agli ottavi di finale nelle due edizioni precedenti e a trionfare fu Moreno entrambe le volte. Alcune polemiche sono state sollevate dal fatto che Canesecco abbia vinto seppure ripescato in quanto sconfitto nella stessa serata da Dank.

### VIII - 2010
Questa edizione ha presentato notevoli cambiamenti nelle sfide 1 contro 1 in quanto ogni partecipante poteva scegliere se fare freestyle libero, ovvero in modo classico, partendo con voto 0, o "top of the head", cioè parlare di ciò che accade e che circonda l'MC, partendo con 1 punto. Ogni MC ha comunque un minuto di tempo e verrà valutato sia dal pubblico che dal conduttore che assegneranno 1 punto a testa, i punteggi sono così dispari per evitare il pareggio. La scelta di inserire il "top of the head" è stata presa per incoraggiare e tutelare gli MCs migliori che hanno così modo di sovrastare in abilità i punch liners (coloro che hanno rime d'effetto preparate), in quanto rimare di ciò che accade sul momento, nel momento stesso in cui accade, è improvvisazione pura.
Nella finale è stata introdotta una scheda di valutazione a disposizione dei giudici e di 10 persone scelte a caso tra il pubblico che valutavano con numeri da 1 a 10, dieci parametri:
- Conoscenza dei vocaboli
- Articolazione
- Creatività
- Originalità
- Versatilità
- Voce
- Se hanno fatto già dei pezzi conosciuti
- Presenza sul palco
- Metrica
- Innovazione nell'esposizione

La finale dell'ottava edizione di Tecniche Perfette si è svolta il 26 marzo 2011 per la seconda volta al "Palazzo Granaio" a Milano. La giuria era composta da: Ensi, Clementino, Ira, July B, Emis Killa, Noema, Canesecco e Maury B con ai piatti DJ Double S aka Mais Appeal e DJ Lil Cut aka Taglierino. A questa edizione hanno partecipato:
- MS (Puglia)
- Nitro (Veneto)
- Cili (Italia/Svizzera)
- T-Rabbia (Calabria)
- Nepa (Sardegna)
- Menga (Toscana)
- Dosher (Abruzzo)
- Dari MC (Lombardia)
- Merio (Emilia-Romagna)
- Truffa Player (Piemonte)
- Kenzie Kenzei (Umbria)
- Trama (Friuli Venezia Giulia)
- Beta (Trentino-Alto Adige)
- Cypher Vinz (Sicilia)
- Deesa (Marche)
- Dala Pai Pai (ripescato Liguria)
- Skarraphone (ripescato Campania)

| Preliminari  | Ottavi        | Quarti        | Semifinali    | Finale        |
| ------------ | ------------- | ------------- | ------------- | ------------- |
|              | Dari MC       |               |               |               |
|              | Dosher        | Dari MC       |               |               |
|              | Menga         | Menga         |               |               |
|              | Nepa          |               | Dari MC       |               |
|              | MS            |               | Nitro         |               |
|              | Nitro         | Nitro         |               |               |
|              | T-Rabbia      | Cili          |               |               |
|              | Cili          |               |               | Dari MC       |
|              | Merio         |               |               | Kenzie Kenzei |
|              | Truffa Player | Truffa Player |               |               |
|              | Kenzie Kenzei | Kenzie Kenzei |               |               |
|              | Trama         |               | Kenzie Kenzei |               |
|              | Cypher Vinz   |               | Cypher Vinz   |               |
|              | Beta          | Cypher Vinz   |               |               |
| Skarraphone  | Deesa         | Deesa         |               |               |
| Dala Pai Pai | Dala Pai Pai  |               |               |               |

Il giro della morte ha visto il marchigiano Kenzie Kenzei battere il lombardo Dari MC. Kenzie Kenzei, vincitore delle semifinali in Umbria il 7 gennaio, aveva già partecipato ad un altro giro della morte tre anni prima contro Emis Killa.

### IX - 2011
La finale della nona edizione di Tecniche Perfette si è svolta il 17 dicembre 2011 per la terza volta al "Palazzo Granaio" a Milano. Presentatore come al solito Mastafive con ai piatti DJ Double S aka Mais Appeal, in più una giuria di eccezione in aggiunta ai campioni delle ultime edizioni: Kiave, Maury B, Noema e Kenzie Kenzei. In questa edizione i finalisti erano 8 e vi hanno partecipato:
- Double D (Piemonte)
- Nerone (Veneto)
- Flam Boy (Lombardia)
- Piero Riga (Calabria)
- Valerio Nazo (Lazio)
- Cypher Vinz (Sicilia)
- Joker (Marche)
- Moreno (Liguria)

| Quarti       | Semifinali  | Finale   |
| ------------ | ----------- | -------- |
| Double D     |             |          |
| Cypher Vinz  | Cypher Vinz |          |
| Valerio Nazo | Flam Boy    |          |
| Flam Boy     |             | Moreno   |
| Piero Riga   |             | Flam Boy |
| Moreno       | Moreno      |          |
| Nerone       | Nerone      |          |
| Joker        |             |          |

Il vincitore è stato il genovese Moreno che ha battuto in finale il lombardo Flam Boy. Qualche polemica fu sollevata dal fatto che Flam Boy, MC di casa, riuscì ad arrivare in finale eliminando sia Valerio Nazo che Cypher Vinz proprio perché la finale si svolse a Milano.

### X - 2012
La finale della decima edizione di Tecniche Perfette si è tenuta l'11 maggio 2013 al locale "Hiroshima Mon Amour" di Torino. In giuria erano presenti July B, Noema, Principe, Maury B, Bat One, Kenzie Kenzei, Mistaman, Dank e Nema con ai piatti DJ Lil Cut aka Taglierino. I partecipanti della finale sono stati:
- T-Rabbia (Calabria)
- Blnkay (Piemonte)
- Nerone (Lombardia)
- Virux (Veneto)
- Morbo TDS (Marche)
- MC Nill (Abruzzo)
- L'Elfo e Kanaglia (Sicilia a pari merito)
- Strikkinino (Lazio)
- Panico (Puglia/Molise)
- Risen (Liguria)
- Drama (Sardegna)
- Carbo (Emilia-Romagna)

Più 6 ripescati dalle semifinali che si sono sfidati in turni preliminari per entrare negli ottavi di finale:
- Blackson (Veneto)
- Fatt MC (Liguria)
- Thai Smoke (Piemonte)
- Ill Tofa (Lombardia)
- Posaman (Lombardia)
- Mouri (Puglia)

Mouri non è stato presente alla finale.
| Preliminari | Ottavi      | Quarti    | Semifinali | Finale    |
| ----------- | ----------- | --------- | ---------- | --------- |
| Ill Tofa    | Kanaglia    |           |            |           |
| Fatt MC     | Fatt MC     | Fatt MC   |            |           |
|             | Blnkay      | Blnkay    |            |           |
|             | Carbo       |           | Fatt MC    |           |
| Thai Smoke  | Thai Smoke  |           | MC Nill    |           |
| Blackson    | MC Nill     | MC Nill   |            |           |
|             | Drama       | ?         |            |           |
|             | Panico      |           |            | Fatt MC   |
| Posaman     | L'Elfo      |           |            | Morbo TDS |
| Mouri       | Posaman     | Posaman   |            |           |
|             | Morbo TDS   | Morbo TDS |            |           |
|             | Risen       |           | Morbo TDS  |           |
|             | Strikkinino |           | Virux      |           |
|             | Nerone      | Nerone    |            |           |
|             | Virux       | Virux     |            |           |
|             | T-Rabbia    |           |            |           |

Il vincitore è stato Fatt MC, MC di Savona e ripescato dalla semifinale di Padova, che ha battuto in finale l'abruzzese Morbo TDS. Non poche polemiche vennero sollevate dalla vittoria di Fatt MC non solo dopo la finale ma anche dopo la sfida ai quarti di finale contro Blnkay dove, per colpa di qualche spettatore insoddisfatto dell'esito, ci fu una zuffa e fu coinvolto anche Mastafive, non compromettendo comunque il normale andamento della serata.

### XI - 2013
In questa edizione ci furono due novità: la prima fu che il contest venne rinominato "Passa il Microfono", mentre la seconda fu che vennero abolite le tradizionali semifinali e per la prima volta venne introdotto il Cypha: un giro della morte a quattro a cui ad accedervi sono coloro che riescono a superare i quarti di finale. Solo i due più validi MCs dei quattro in gara vengono selezionati per il giro della morte finale. La finale dell'undicesima edizione di Tecniche Perfette ("Passa il Microfono") si è tenuta al locale "Alcatraz" di Milano il 15 giugno 2014. La giuria era composta da Kiave, Nitro, Maury B e Fatt MC con ai piatti DJ Double S aka Mais Appeal, mentre i partecipanti furono:
- Madd Eff (Lazio)
- Ill Tofa (Lombardia)
- Papyrus (Svizzera)
- Nik Riviera (Emilia-Romagna)
- Virux (Veneto)
- Imola (Liguria)
- Panico (Puglia)
- Shark Emcee (qualificato online)
- Diskarex (Sicilia)
- Big Tale (Piemonte)
- Frank the Specialist e Lethal V (ripescati)

Thai Smoke (Piemonte) e Pingu (Lombardia) non furono presenti e vennero sostituiti rispettivamente da Frank the Specialist (Piemonte) e Lethal V (Veneto).
Nonostante nelle tappe regionali venne adoperato il formato di Cypha a 4, per esigenza di numero di concorrenti, nella finale nazionale venne disputato a 3. Dopo aver eliminato Ill Tofa proprio nel Cypha a 3, il vincitore fu l'MC veneto Lethal V in finale contro il siciliano Diskarex.

### Edizione Campania - 2015
Dopo un anno di inattività il contest riprende grazie alle tantissime richieste ricevute, tornando ad usare il nome originario "Tecniche Perfette" ma mantenendo il formato del Cypha. Durante le qualificazioni regionali della dodicesima edizione di Tecniche Perfette, a fronte del riconoscimento del dialetto partenopeo come lingua vera e propria da parte dell'Unesco, si decise di eleggere un campione campano che sarebbe entrato di diritto nella Wall of Fame dei campioni ufficiali di Tecniche Perfette, con un premio speciale dedicato e con l'accesso alla finale nazionale della dodicesima edizione. Dopo due tappe di qualificazione, la finale dell'edizione Campania di Tecniche Perfette si svolse il 29 agosto 2015 al "Flava Beach" di Castel Volturno (Caserta). Dopo aver superato il Cypha a 4 contro El Gringo ed O' Priò, il vincitore fu Maik Brain in finale contro Ivanò guadagnando così un posto nell'albo d'oro ufficiale di Tecniche Perfette laureandosi campione a tutti gli effetti.
| Cypha     | Finale     | Cypha      |
| --------- | ---------- | ---------- |
| El Gringo |            | Maik Brain |
|           | Maik Brain |            |
|           | Ivanò      |            |
| Ivanò     |            | O'Priò     |

### XII - 2015
La finale della dodicesima edizione di Tecniche Perfette si svolse il 31 ottobre 2015 al "Mamamia" di Senigallia. La giuria fu composta da: Kenzie Kenzei, Johnny Roy, MC Nill, Lethal V e Fatt MC con ai piatti DJ Double S aka Mais Appeal. I partecipanti furono:
- Tripla B (Veneto)
- Saso (Calabria)
- Ghepo e Acros (Molise a pari merito)
- Black Skull (Lazio)
- Morbo TDS e Deesa (Marche a pari merito)
- Dr Jack (Abruzzo)
- Drimer (Trentino-Alto Adige)
- Reiven (Sicilia)
- Keso (Umbria)
- Dosher (Emilia-Romagna)
- Blnkay (Lombardia)
- Maik Brain (Campania)
- Panico (Puglia)
- Lil Flow (ripescato Piemonte)

Ink-B, vincitore della tappa regionale in Piemonte, non fu presente e venne sostituito da Lil Flow.
| Ottavi      | Quarti      | Cypha     | Finale    |
| ----------- | ----------- | --------- | --------- |
| Tripla B    |             |           |           |
| Saso        | Tripla B    |           |           |
| Blnkay      | Blnkay      | Blnkay    |           |
| Dr Jack     |             |           |           |
| Ghepo       |             |           |           |
| Acros       | Ghepo       | Reiven    |           |
| Deesa       | Reiven      |           |           |
| Reiven      |             |           | Morbo TDS |
| Maik Brain  |             |           | Reiven    |
| Black Skull | Black Skull |           |           |
| Panico      | Morbo TDS   | Morbo TDS |           |
| Morbo TDS   |             |           |           |
| Drimer      |             |           |           |
| Keso        | Keso        | Keso      |           |
| Dosher      | Lil Flow    |           |           |
| Lil Flow    |             |           |           |

Dopo aver superato il Cypha a 4 contro Blnkay e Keso, a trionfare nel giro della morte finale fu l'abruzzese Morbo TDS al termine di una lunga battaglia contro il siciliano Reiven. Morbo TDS si era già fatto notare arrivando in finale 2 edizioni prima perdendo contro Fatt MC.

### XIII - 2016
La finale della tredicesima edizione di Tecniche Perfette si è svolta il 17 settembre 2016 per la seconda volta al "Mamamia" di Senigallia. La giuria fu composta da Morbo TDS, Clementino, Nitro, Kiave e Fatt MC con ai piatti DJ Double S aka Mais Appeal. I partecipanti furono 20:
- Messia e Shekkero Sho (Emilia-Romagna a pari merito)
- Palo (Campania)
- Iron Lion (Svizzera)
- Hydra (Piemonte)
- Bruno Bug (Puglia)
- Mouri (Abruzzo)
- Posaman (Marche)
- Tullo (Veneto)
- Risen (Liguria)
- Il Dottore e Reiven (Sicilia a pari merito)

In aggiunta ai normali 12 vincitori delle rispettive qualificazioni regionali ci furono 8 ripescati che si sfidarono durante la stessa serata in turni preliminari per entrare negli ottavi di finale, i quali furono:
- Keso (ripescato Umbria)
- Ghepo (ripescato Molise)
- Drimer (ripescato Trentino-Alto Adige)
- Black Skull (ripescato Lazio)
- Madd Eff (ripescato Toscana)
- Masterman (Campania)
- Frenk (Emilia-Romagna)
- Debbit (Lazio)

I primi 5 sono stati ripescati direttamente dalla scorsa edizione a causa della mancata riuscita dell'organizzazione delle tappe in quelle determinate regioni, mentre gli ultimi 3 sono stati scelti per propri meriti arrivando spesso tra i primi posti nelle qualificazioni regionali e/o per proprie qualità.
| Ottavi       | Quarti       | Cypha        | Finale |
| ------------ | ------------ | ------------ | ------ |
| Messia       |              |              |        |
| Shekkero Sho | Shekkero Sho |              |        |
| Palo         | Iron Lion    | Shekkero Sho |        |
| Iron Lion    |              |              |        |
| Hydra        |              |              |        |
| Bruno Bug    | Bruno Bug    | Mouri        |        |
| Mouri        | Mouri        |              |        |
| Frenk        |              |              | Mouri  |
| Posaman      |              |              | Reiven |
| Masterman    | Masterman    |              |        |
| Keso         | Keso         | Keso         |        |
| Tullo        |              |              |        |
| Risen        |              |              |        |
| Debbit       | Debbit       | Reiven       |        |
| Il Dottore   | Reiven       |              |        |
| Reiven       |              |              |        |

Dopo aver superato il Cypha a 4 contro Shekkero Sho e Keso, a trionfare è stato il siciliano Reiven in finale contro il pugliese Mouri. Reiven si era già distinto arrivando in finale nell'edizione precedente.

### XIV - 2017
La finale della quattordicesima edizione di Tecniche Perfette si è svolta il 16 settembre 2017 per la terza volta al "Mamamia" di Senigallia. Insieme a Mastafive, come presentatore d'eccezione vi fu Gio ELz, in giuria erano presenti Hyst, Kenzie Kenzei, Morbo TDS, Noema, Reiven e Lethal V con ai piatti DJ MS e DJ P-Kut, mentre in qualità di ospiti Nitro, Ensi, Kiave, Emis Killa e Clementino. I partecipanti furono 16:
- Spettro e Trepsol (Lazio a pari merito)
- Posaman (Veneto)
- I.Van (Sardegna)
- Madd Eff (Toscana)
- Poomba (Campania)
- Masterman e Frenk (Lombardia a pari merito)
- Hydra (Piemonte)
- Shekkero Sho (vincitore Mic Tyson)
- Il Dottore (Sicilia)
- Redrum (vincitore Wild Card Latina)
- Blnkay e Gabs (Marche a pari merito)
- Keso (ripescato Umbria)
- Bruno Bug (ripescato Puglia)

| Ottavi       | Quarti       | Cypha        | Finale       |
| ------------ | ------------ | ------------ | ------------ |
| Spettro      |              |              |              |
| Trepsol      | Spettro      |              |              |
| Posaman      | Posaman      | Posaman      |              |
| I.Van        |              |              |              |
| Madd Eff     |              |              |              |
| Keso         | Keso         | Keso         |              |
| Poomba       | Poomba       |              |              |
| Bruno Bug    |              |              | Shekkero Sho |
| Masterman    |              |              | Il Dottore   |
| Frenk        | Frenk        |              |              |
| Hydra        | Shekkero Sho | Shekkero Sho |              |
| Shekkero Sho |              |              |              |
| Il Dottore   |              |              |              |
| Redrum       | Il Dottore   | Il Dottore   |              |
| Blnkay       | Gabs         |              |              |
| Gabs         |              |              |              |

Dopo aver superato il Cypha a 4 contro Keso e Posaman, a vincere fu Shekkero Sho, MC del Lazio, al termine di un estenuante giro della morte contro Il Dottore, MC siciliano.

### XV - 2018
La finale della quindicesima edizione di Tecniche Perfette si è svolta il 15 settembre 2018 per la quarta volta al "Mamamia" di Senigallia. In giuria: Clementino, Kiave, Morbo TDS, Moreno, Shekkero Sho, Reiven, Kenzie Kenzei, Maury B ed Enigma con ai piatti DJ Double S aka Mais Appeal. I partecipanti furono 16:
- Tullo (Veneto)
- Blnkay (Lombardia prima tappa)
- Shame (Piemonte)
- Drimer (Lombardia seconda tappa)
- Frenk (Lazio)
- Dono e Keso (Abruzzo a pari merito)
- Resto (Sicilia)
- Grizzly (vincitore Wild Card Torino)
- Bruno Bug (finalista Fight Club)
- Snake (vincitore Wild Card Lombardia)
- Astyce (vincitore Wild Card Perugia)
- Simon Skunk (Marche)
- Palo (finalista Tritolo Battle)
- Redrum (Calabria)
- Masterman (finalista Hotline Bars)

| Ottavi      | Quarti      | Cypha     | Finale |
| ----------- | ----------- | --------- | ------ |
| Resto       |             |           |        |
| Simon Skunk | Simon Skunk |           |        |
| Palo        | Blnkay      | Blnkay    |        |
| Blnkay      |             |           |        |
| Drimer      |             |           |        |
| Redrum      | Drimer      | Bruno Bug |        |
| Bruno Bug   | Bruno Bug   |           |        |
| Astyce      |             |           | Blnkay |
| Keso        |             |           | Frenk  |
| Dono        | Dono        |           |        |
| Tullo       | Tullo       | Tullo     |        |
| Shame       |             |           |        |
| Grizzly     |             |           |        |
| Frenk       | Frenk       | Frenk     |        |
| Masterman   | Snake       |           |        |
| Snake       |             |           |        |

Dopo aver superato il Cypha a 4 contro Tullo e Bruno Bug, il genovese Blnkay si è aggiudicato il titolo di nuovo campione di Tecniche Perfette al termine di una battle agguerrita contro l'emiliano Frenk.

### XVI - 2019
La finale della sedicesima edizione di Tecniche Perfette si è svolta il 20 settembre 2019 al locale "Alcatraz" di Milano. In giuria: Nitro, Esa, Maury B, Claver Gold, Kenzie Kenzei, Emis Killa, Clementino, Shekkero Sho, Reiven, Morbo TDS e Blnkay con ai piatti il solito DJ Double S aka Mais Appeal. I partecipanti furono 16:
- Tullo (Liguria)
- Gabs (Emilia-Romagna)
- Snake (vincitore Wild Card Lombardia)
- Hydra (Lombardia prima tappa)
- Drimer (Lombardia seconda tappa)
- Frenk (Veneto)
- Keso (vincitore Fight Club)
- Resto (Sicilia)
- Grizzly (Piemonte)
- Bruno Bug (vincitore Your Skill Impact)
- Debbit (miglior piazzamento Mic Tyson)
- Entropia (vincitore Drop the Rhymes)
- Redrum e T-Rabbia (Calabria a pari merito)
- Shame (terzo a Freestylemania)
- Volperossa (ripescato)

Il Dottore non è stato presente alla finale, nonostante vincitore a pari merito delle regionali in Sicilia.
| Ottavi     | Quarti    | Cypha     | Finale |
| ---------- | --------- | --------- | ------ |
| Keso       |           |           |        |
| Entropia   | Keso      |           |        |
| Frenk      | Frenk     | Frenk     |        |
| Volperossa |           |           |        |
| T-Rabbia   |           |           |        |
| Redrum     | T-Rabbia  | Drimer    |        |
| Drimer     | Drimer    |           |        |
| Resto      |           |           | Frenk  |
| Tullo      |           |           | Hydra  |
| Hydra      | Hydra     |           |        |
| Debbit     | Debbit    | Hydra     |        |
| Grizzly    |           |           |        |
| Snake      |           |           |        |
| Gabs       | Gabs      | Bruno Bug |        |
| Shame      | Bruno Bug |           |        |
| Bruno Bug  |           |           |        |

Dopo aver superato il Cypha a 4 contro Drimer e Bruno Bug, l'emiliano Frenk si aggiudicò il titolo di vincitore della sedicesima edizione di Tecniche Perfette, sfidando il lombardo Hydra in finale. Frenk aveva già impressionato arrivando in finale nell'edizione precedente.

### XVII - 2022
La pandemia COVID-19 ha rallentato di gran lunga i tempi del ritorno sui palchi in tutta Italia del contest Tecniche Perfette e la finale nazionale è stata rimandata svariate volte. Nonostante tutto, la finale della diciassettesima edizione di Tecniche Perfette si è svolta il 12 novembre 2022 per la quinta volta al "Mamamia" di Senigallia, dopo più di 3 anni dall'ultima finale. L'evento è stato presentato da Mastafive ed Emis Killa con ai piatti DJ Lil Cut aka Taglierino e la giuria fu composta da: Ensi, Clementino, Moreno, Blnkay, Frenk, Kenzie Kenzei e Morbo TDS. I 21 partecipanti di questa edizione furono:
- Snake (Lombardia prima tappa)
- Efsi9 (Lombardia seconda tappa)
- Gabs (Veneto prima tappa)
- Casco (Veneto seconda tappa)
- Burrito (Piemonte Under-23)
- Alex Mumei (Campania)
- Keies (vincitore Wild Card Salerno)
- Cuta e Grizzly (Lombardia terza tappa a pari merito)
- Giuss Dawg (vincitore Ya Know The Name)
- Resto e Mad-San (Sicilia a pari merito)
- Alu (vincitore Wild Card Calabria)
- Sconer (Lombardia quarta tappa)
- Higher e Problem One (San Marino a pari merito)
- Kyn (vincitore Freestyle Puglia League)
- Misa e Punta (Trentino-Alto Adige a pari merito)
- Simon Skunk (ripescato Emilia-Romagna)
- Redrum (ripescato Piemonte)

Tullo e Crytical, qualificati rispettivamente in Emilia-Romagna e Piemonte, si sono ritirati venendo rimpiazzati rispettivamente da Simon Skunk e Redrum, mentre Classio, vincitore delle regionali in Sardegna, non è stato presente alla finale.
| Preliminari  | Ottavi      | Quarti      | Cypha  | Finale |
| ------------ | ----------- | ----------- | ------ | ------ |
|              | Burrito     |             |        |        |
|              | Efsi9       | Efsi9       |        |        |
| Resto        | Gabs        | Gabs        | Gabs   |        |
| Mad-San      | Resto       |             |        |        |
| Punta        | Snake       |             |        |        |
| Misa         | Punta       | Snake       | Keies  |        |
|              | Sconer      | Keies       |        |        |
|              | Keies       |             |        | Gabs   |
| Redrum       | Redrum      |             |        | Kyn    |
| Simon Skunk* | Casco       | Redrum      |        |        |
| Higher*      | Alex Mumei  | Problem One | Redrum |        |
| Problem One  | Problem One |             |        |        |
| Grizzly      | Kyn         |             |        |        |
| Cuta         | Grizzly     | Kyn         | Kyn    |        |
| Higher       | Giuss Dawg  | Simon Skunk |        |        |
| Simon Skunk  | Simon Skunk |             |        |        |

Dopo aver superato il Cypha a 4 contro Keies e Redrum, a vincere il titolo è stato il pugliese Kyn che ha battuto in finale il marchigiano Gabs.

### XVIII - 2023
La finale del ventennale di Tecniche Perfette si è tenuta l'8 dicembre 2023 presso il locale "Hiroshima Mon Amour" di Torino. L'evento è stato presentato da Mastafive accompagnato da Ares Adami, come presentatore d'eccezione, con: ai piatti DJ Double S aka Mais Appeal e DJ Lil Cut aka Taglierino, ai beat Alien Dee e Bella Espo, in giuria Danno, Maury B, Moreno, Kyn, Dr Jack, Morbo TDS, Blnkay e Frenk mentre i finalisti sono stati:
- Giuss Dawg (Lombardia)
- Paride (Veneto)
- Sanji e Redrum (Piemonte a pari merito)
- True Skill e Baga (Liguria a pari merito)
- Higher (Puglia)
- Cuta (secondo alla Wild Card Money in the Bank)
- Alex Mumei (vincitore Wild Card Triple H)
- Efsi9 e Snake (Trentino-Alto Adige a pari merito)
- Gabs (Emilia-Romagna)
- Ntufn (Lazio)
- Resto (Sicilia)
- Chiasmo (vincitore Wild Card Cesena)
- Sacco e Misa (San Marino a pari merito)
- Lehxon (Marche)
- Vlad (secondo alla Wild Card Rage Against the Beat)
- Dikson (vincitore Wild Card Microphone Gladiators)
- Sal Draven (vincitore Wild Card Battle On Air su Radio Deejay)

Hydra, vincitore della Wild Card Verbal Jungle, non è stato presente alla finale.
| Preliminari | Ottavi     | Quarti     | Cypha      | Finale     |
| ----------- | ---------- | ---------- | ---------- | ---------- |
|             | Giuss Dawg |            |            |            |
|             | Chiasmo    | Chiasmo    |            |            |
| Baga        | Lehxon     | True Skill | True Skill |            |
| True Skill  | True Skill |            |            |            |
| Redrum      | Ntufn      |            |            |            |
| Sanji       | Redrum     | Redrum     | Higher     |            |
|             | Higher     | Higher     |            |            |
|             | Alex Mumei |            |            | True Skill |
| Efsi9       | Paride     |            |            | Higher     |
| Snake       | Efsi9      | Efsi9      |            |            |
|             | Gabs       | Gabs       | Efsi9      |            |
|             | Vlad       |            |            |            |
| Misa        | Cuta       |            |            |            |
| Sacco       | Misa       | Misa       | Misa       |            |
| Dikson      | Resto      | Resto      |            |            |
| Sal Draven  | Sal Draven |            |            |            |

Dopo aver superato il Cypha a 4 contro Efsi9 e Misa, a vincere il titolo è stato il rapper pugliese Higher che ha battuto in finale l'emiliano True Skill, diventando così il secondo pugliese di fila a vincere il contest.

### XIX - 2024
La finale nazionale della diciannovesima edizione di Tecniche Perfette si è tenuta il 14 settembre 2024 per la sesta volta al "Mamamia" di Senigallia. L'evento è stato presentato da Mastafive con ai piatti il solito DJ Double S aka Mais Appeal. La giuria fu composta da: veterani come Morbo, Kenzie Kenzei e Keso e i campioni più recenti Kyn e Higher con l'aggiunta di ospiti d'eccezione, nonché finalisti dell'edizione 2006, Johnny Marsiglia e MadMan. I partecipanti sono stati:
- Tassi (Veneto)
- Redrum (Lombardia)
- Vinz (Trentino-Alto Adige)
- Grizzly (Piemonte)
- Papyrus (Puglia)
- Resto e Dev (Sicilia a pari merito)
- Burrito (Valle d'Aosta)
- Mr. Dice (San Marino)
- Spark (Basilicata)
- Zio Al (Lazio)
- Misa (Marche)
- T-Rabbia (Campania)
- Simon Skunk (Emilia Romagna)
- Marsilio (Toscana)
- Ydrow (ripescato)

Bruno Bug e Cuta, qualificati rispettivamente in Puglia e Abruzzo, non sono stati presenti alla finale. Il primo è stato rimpiazzato da Papyrus, Mc bolognese, suo avversario al giro della morte regionale mentre per il posto del secondo è stata organizzata una "rumble" preliminare tra vari MCs presenti alla serata, i quali: Ydrow, Casco, Jason Hawkins, Joey Borea e Jima, vinta poi da Ydrow.
| Ottavi      | Quarti      | Cypha  | Finale |
| ----------- | ----------- | ------ | ------ |
| Redrum      |             |        |        |
| Tassi       | Redrum      |        |        |
| Burrito     | Burrito     | Redrum |        |
| Marsilio    |             |        |        |
| Simon Skunk |             |        |        |
| Vinz        | Simon Skunk | Ydrow  |        |
| Ydrow       | Ydrow       |        |        |
| Papyrus     |             |        | Redrum |
| Misa        |             |        | Resto  |
| Zio Al      | Misa        |        |        |
| T-Rabbia    | Spark       | Misa   |        |
| Spark       |             |        |        |
| Grizzly     |             |        |        |
| Mr. Dice    | Grizzly     | Resto  |        |
| Resto       | Resto       |        |        |
| Dev         |             |        |        |

Dopo aver superato il Cypha a 4 contro Ydrow e Misa, a vincere il titolo è stato il rapper pugliese Redrum che ha battuto in finale Resto, diventando così il terzo pugliese consecutivo a vincere la competizione.

### XX - 2025
La ventesima edizione di Tecniche Perfette è iniziata ufficialmente l'8 novembre 2024. I qualificati fino adesso:
- Mr. Dice (Marche)
- Vlad (Piemonte)
- Casco (Lombardia)
- Tassi (Veneto)
- Burrito (Valle d'Aosta)
- Keies (Campania)
- Gheb (Puglia)
- Misa (Triveneto)
- Chain (Sicilia)

## Premi
Tecniche Perfette ha premiato nei vari anni i vincitori con la possibilità di farsi notare sulla scena dell'hip hop italiano tramite vari mezzi: ore di registrazione in studio, la possibilità di stampare i propri pezzi su vinile, audizioni presso case discografiche e anche vestiti offerti degli sponsor oltre alla coppa simbolo del campione nazionale. Non sono mai stati dati premi in denaro. Kenzie Kenzei, vincitore dell'ottava edizione, ha vinto una collana d'argento unica, con il simbolo di Tecniche Perfette lavorato a mano, che fu regalata a Mastafive, il quale decise poi di darlo in premio al vincitore di Tecniche Perfette.

## Vincitori per Regione
| Posizione | Numero | Regione        | Vincitori                    | Edizioni         |
| --------- | ------ | -------------- | ---------------------------- | ---------------- |
| 1         | 3      | Sicilia        | Giankarlo Ira; Noema; Reiven | 2005; 2008; 2016 |
| 1         | 3      | Liguria        | Moreno; Fatt MC; Blnkay      | 2011; 2012; 2018 |
| 1         | 3      | Puglia         | Kyn; Higher; Redrum          | 2022; 2023; 2024 |
| 2         | 2      | Piemonte       | Ensi; July B                 | 2003; 2006       |
| 2         | 2      | Lombardia      | Mondo Marcio; Emis Killa     | 2003; 2007       |
| 2         | 2      | Campania       | Clementino; Maik Brain       | 2004; 2015       |
| 2         | 2      | Lazio          | Canesecco; Shekkero Sho      | 2009; 2017       |
| 3         | 1      | Marche         | Kenzie Kenzei                | 2010             |
| 3         | 1      | Veneto         | Lethal V                     | 2013             |
| 3         | 1      | Abruzzo        | Morbo TDS                    | 2015             |
| 3         | 1      | Emilia-Romagna | Frenk                        | 2019             |

## Partecipazioni
Qui i partecipanti in ordine decrescente per numero di partecipazioni alla finale nazionale:
| Edizioni | Partecipanti |
| -------- | --- |
| 6        | Redrum |
| 5        | Dank; Keso; Resto |
| 4        | Moreno; Blnkay; Drimer; Frenk; Bruno Bug; Snake; Gabs; T-Rabbia; Grizzly |
| 3        | Ares Adami; Canesecco; Kenzie Kenzei; Deesa; Panico; Posaman; Madd Eff; Masterman; Tullo; Hydra; Shame; Simon Skunk; Misa |
| 2        | Nema; Karma; Claver Gold; Don Diegoh; Piuma; Sbabaman; Rancore; Tachi; Noema; Oyoshe; Freezer; Dima; Nose; Nitro; Dala Pai Pai; Skarraphone; Cypher Vinz; Nerone; L'Elfo; Ill Tofa; Virux; Morbo TDS; Dosher; Reiven; Ghepo; Black Skull; Risen; Palo; Shekkero Sho; Il Dottore; Debbit; Efsi9; Alex Mumei; Cuta; Giuss Dawg; Higher; Burrito; Papyrus |
| 1        | Mondo Marcio; Ensi; Principe; Kiffa; Taiotoshi; Shogun; Mistaman; Bat One; Asher Kuno; Rayden; Malva; Clementino; Jesto; Tesuan; Zeta Tilt; Villano; Duscian; Rows; Mr. Moka; Amon; Don Gocò; Shade; Hari; Body; Giankarlo Ira; Granu; MadMan; Morfa; July B; Johnny Marsiglia; Albe Ok; Genesi; Fedez; Gelo; Santiegaz; Endi; Jimmy; Emis Killa; Agon; Beks; DJ Tubet; Shoki; Black M; Buzz; Mr. Cioni; Marshall; Zazza; MS; Cili; Nepa; Menga; Dari MC; Merio; Truffa Player; Trama; Beta; Double D; Flam Boy; Piero Riga; Valerio Nazo; Joker; MC Nill; Kanaglia; Strikkinino; Drama; Carbo; Blackson; Thai Smoke; Fatt MC; Nik Riviera; Imola; Shark Emcee; Diskarex; Big Tale; Frank the Specialist; Lethal V; Tripla B; Saso; Acros; Dr Jack; Maik Brain; Lil Flow; Messia; Iron Lion; Mouri; Spettro; Trepsol; I.Van; Poomba; Dono; Astyce; Entropia; Volperossa; Casco; Keies; Mad-San; Alu; Sconer; Problem One; Kyn; Punta; Paride; Sanji; True Skill; Baga; Ntufn; Chiasmo; Sacco; Lehxon; Vlad; Dikson; Sal Draven; Tassi; Marsilio; Vinz; Ydrow; Spark; Mr. Dice; Dev |

## Curiosità
- La prima edizione è l'unica nella storia ad essere finita in pari merito.
- Per anni non si è mai capito realmente chi avesse vinto tra Ensi e Mondo Marcio. Questa sfida è sempre stata una leggenda, ma la realtà è che finì in parità, ecco spiegato del perché Ensi non abbia più partecipato come concorrente ma è da sempre in giuria.
- I giudici della finale di Tecniche Perfette sono i campioni delle edizioni precedenti. Tuttavia, Mondo Marcio non si è mai presentato in tale veste, sebbene sia sempre stato invitato dagli organizzatori a ricoprire un ruolo che gli spettava di diritto.
- L'unico giro della morte finale della storia dove un partecipante ha abbandonato prima della fine della battle è quello del 2005, in cui Ares Adami dopo pochi minuti si è arreso lasciando di conseguenza la vittoria ad Ira.
- Dal 2016 è possibile, nel giro della morte regionale, "dividersi" la vittoria: l'MC vincitore decide, insieme al secondo classificato, di andare insieme alla finale nazionale e risfidarsi agli ottavi di finale o in un eventuale turno preliminare.
- Dal 2017 è possibile qualificarsi alla finale nazionale del contest Tecniche Perfette anche tramite vittorie o buoni piazzamenti in altre battle o contest importanti a livello nazionale.
- Prima di diventare famoso, nel 2010, anche il rapper Mike Highsnob ha partecipato al contest Tecniche Perfette con il suo vecchio nome Miguhell Rock.
- Fino al 2024 la Basilicata è stata l'unica delle 20 regioni italiane dove non si era disputata alcuna tappa di qualificazione regionale per più di 20 anni.

## Statistiche e record
- Redrum è l'MC che ha partecipato a più finali nazionali in assoluto, 6.
- Redrum è, inoltre, l'MC che ha partecipato a più finali nazionali di seguito in assoluto, 6.
- Sicilia, Liguria e Puglia sono le regioni con più vincitori in assoluto, 3.
- La Puglia, inoltre, è l'unica regione capace di avere 3 campioni consecutivamente.
- Moreno è il rapper più decorato nella storia dell'evento collezionando due secondi posti ed un primo posto, rispettivamente nel 2008, 2009 e 2011.
- Furono 2 le edizioni in cui a vincere è stato un partecipante ripescato dopo essere stato eliminato la stessa serata: 2004 e 2009, rispettivamente vinte da Clementino e Canesecco.
- Mentre furono 2 le edizioni in cui a vincere è stato un partecipante ripescato senza aver vinto le semifinali regionali: 2012 e 2013, rispettivamente vinte da Fatt MC e Lethal V.
- MC Nill, rapper originaria dell'Umbria, è l'unica donna nella storia di Tecniche Perfette ad essersi qualificata alla finale nazionale, nel 2012.
- Maik Brain, vincitore della Wall of Fame in Campania, è l'unico rapper presente nell'albo d'oro ufficiale di Tecniche Perfette a non aver vinto la finale nazionale.
- Shekkero Sho e Kyn sono gli unici due ad aver vinto Tecniche Perfette dopo essersi qualificati alla finale nazionale tramite una vittoria in un altro contest, rispettivamente Mic Tyson e Freestyle Puglia League.
- Il Mamamia di Senigallia è la location dove si sono svolte più finali nazionali in assoluto, 6.